# Chrysopilus poecilopterus
Chrysopilus poecilopterus är en tvåvingeart som beskrevs av Enrico Adelelmo Brunetti 1912. Chrysopilus poecilopterus ingår i släktet Chrysopilus och familjen snäppflugor.
Artens utbredningsområde är Taiwan. Inga underarter finns listade i Catalogue of Life.